# Brassy (Somma)
Brassy – miejscowość i gmina we Francji, w regionie Hauts-de-France, w departamencie Somma.
Według danych na rok 2011 gminę zamieszkiwały 64 osoby, a gęstość zaludnienia wynosiła 27 osób/km² (wśród 2293 gmin Pikardii Brassy plasuje się na 945. miejscu pod względem liczby ludności, natomiast pod względem powierzchni na miejscu 1102.).